# Filmografia Jean Harlow

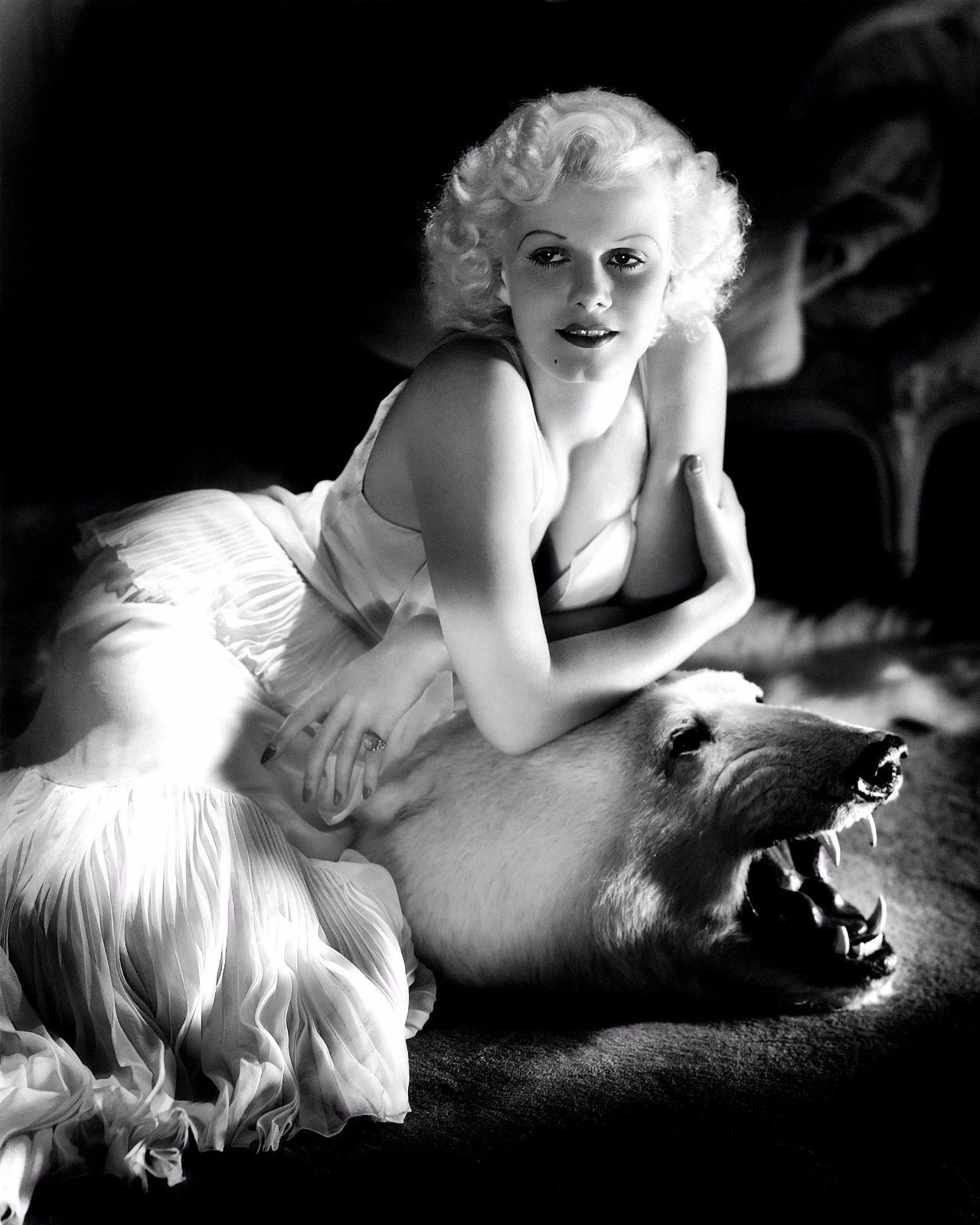
Jean Harlow (lata 30.)

Jean Harlow (1911–1937) w trwającej niespełna 10 lat karierze, przerwanej przedwczesną śmiercią, występowała w filmach i radiu. Pojawiła się w 35 produkcjach fabularnych na ekranie. Uznawana jest za symbol seksu lat 30. XX wieku i jedną z najwybitniejszych aktorek w historii kinematografii amerykańskiej.
Karierę zaczęła pod koniec lat 20., kiedy to otrzymała zatrudnienie w Central Casting, firmie zajmującej się castingiem dla początkujących statystów. Debiutowała w 1928 w niemym dramacie więziennym Honor Bound (reż. Alfred E. Green). Początkowo odgrywała epizody, występując m.in. w takich produkcjach, jak komedia Moran of the Marines (1928, reż. Frank R. Strayer), komedia romantyczna This Thing Called Love (1929, reż. Paul L. Stein), musical Close Harmony (1929, reż. John Cromwell, A. Edward Sutherland) czy też komedia Parada miłości (1929, reż. Ernst Lubitsch). Pod koniec 1928 związała się kontraktem z Hal Roach Studios, dzięki czemu miała okazję do gry w krótkometrażowych filmach komediowych ze Stanem Laurelem i Oliverem Hardym (znanymi jako duet Flip i Flap) – Liberty (reż. Leo McCarey), Double Whoopee (reż. Lewis R. Foster) i Bacon Grabbers (reż. Lewis R. Foster). W 1929 otrzymała angaż do dramatu wojennego Aniołowie piekieł (1930, reż. Howard Hughes), który był przełomem w jej karierze.
Na początku lat 30. wystąpiła w wielu produkcjach filmowych, wśród których były m.in.: kryminalny melodramat Tajemnicza szóstka (1931, reż. George Hill) u boku Clarka Gable’a oraz Wallace’a Berry’ego, dramat sportowy Iron Man (1931, reż. Tod Browning) z Lew Ayresem i Robertem Armstrongiem oraz gangsterski Wróg publiczny nr 1 (1931, reż. William A. Wellman) z Jamesem Cagneyem. Szeroki rozgłos i status gwiazdy przyniosły jej kreacje w obrazach Platynowa blondynka (1931, reż. Frank Capra), Żona z drugiej ręki (1932, reż. Jack Conway), Kaprys platynowej blondynki (1932, reż. Victor Fleming), W twoich ramionach (1933, reż. Sam Wood) i Kolacja o ósmej (1933, reż. George Cukor). W 1932 podpisała kontrakt z Metro-Goldwyn-Mayer, stając się jedną z głównych aktorek wytwórni.
W 1933 była notowana w pierwszej dziesiątce najbardziej dochodowych amerykańskich aktorek. Sześć filmów z jej udziałem było zestawianych w pierwszej dziesiątce podsumowań roku w box offisie. Cztery filmy, w których Harlow wzięła udział, były nominowane przynajmniej do jednego Oscara w każdej kategorii. Dziesięć produkcji z jej udziałem, po uwzględnieniu inflacji, przekroczyło sumę 100 milionów dolarów dochodu z biletów na rynku krajowym.

## Filmografia

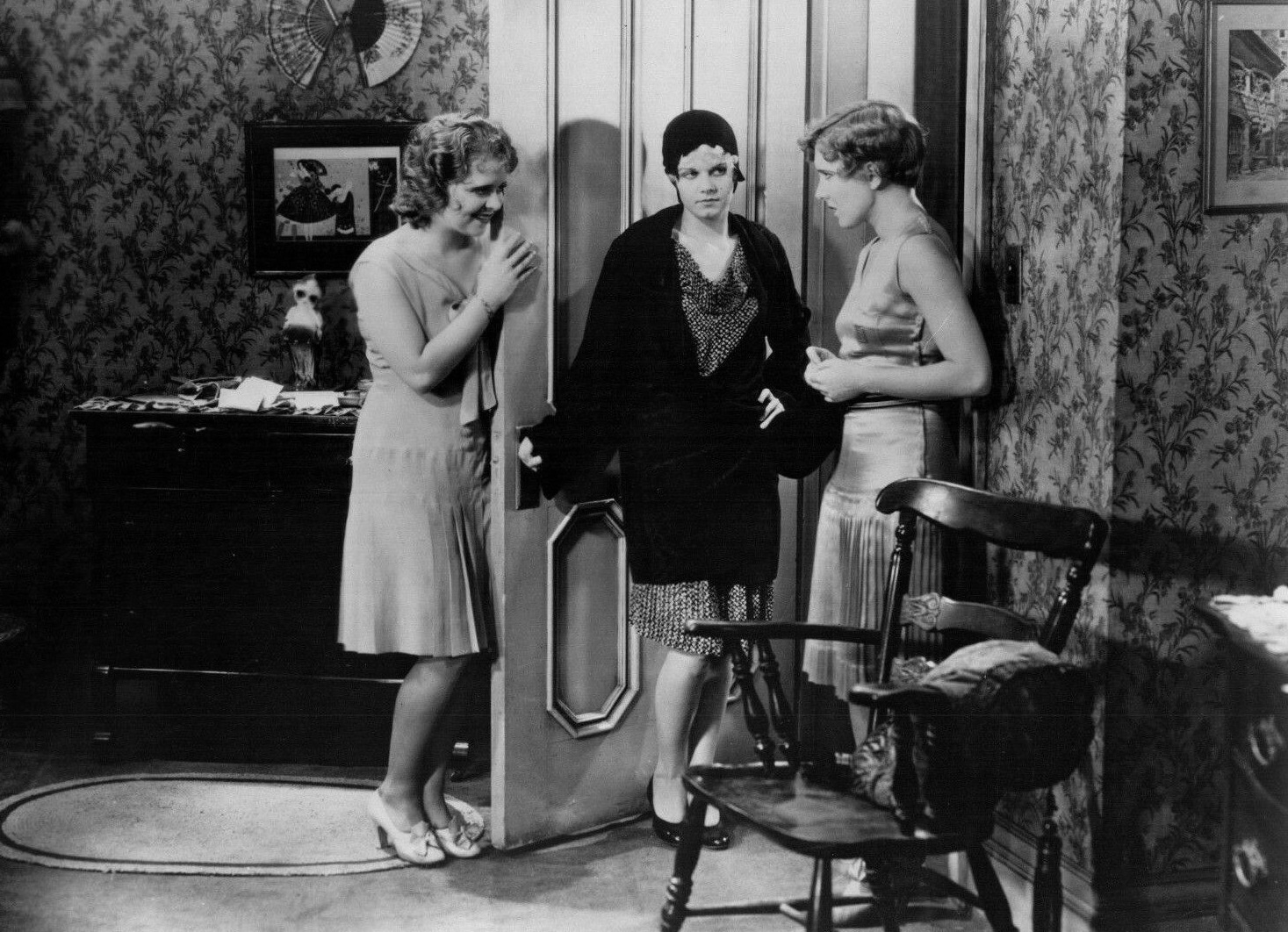
Clara Bow, Harlow i Jean Arthur w scenie z filmu Szalone serca (1929)

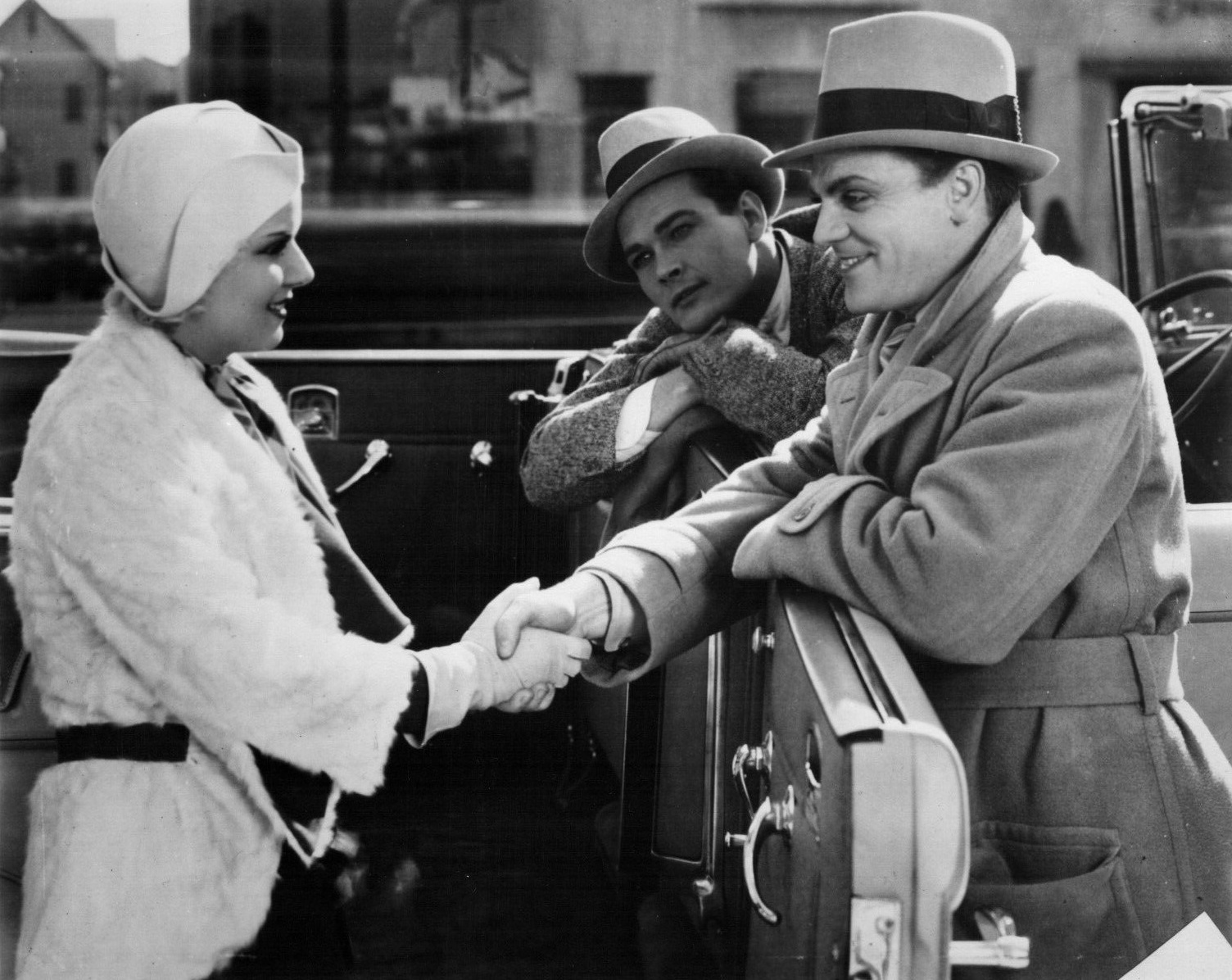
Harlow, Edward Woods i James Cagney w filmie Wróg publiczny nr 1 (1931)

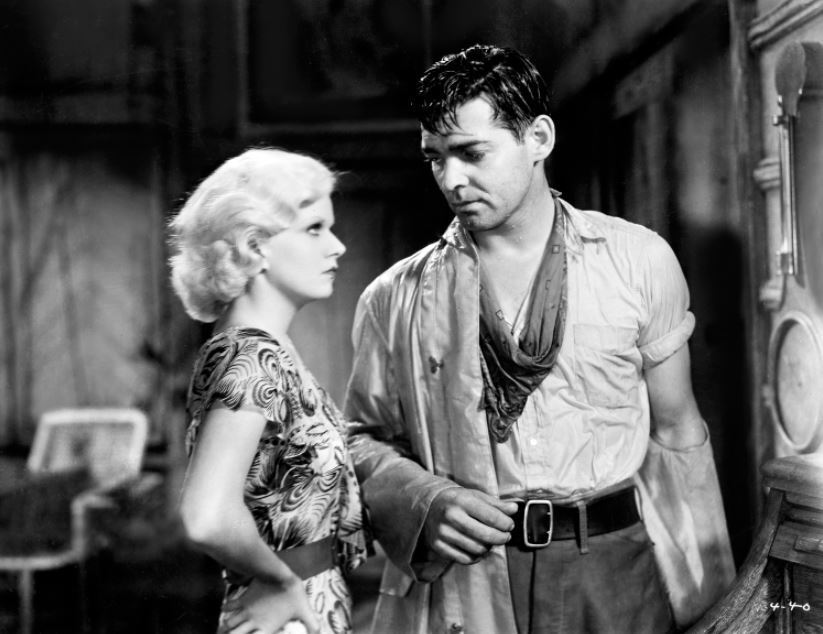
Jean Harlow i Clark Gable w filmie Kaprys platynowej blondynki (1932)

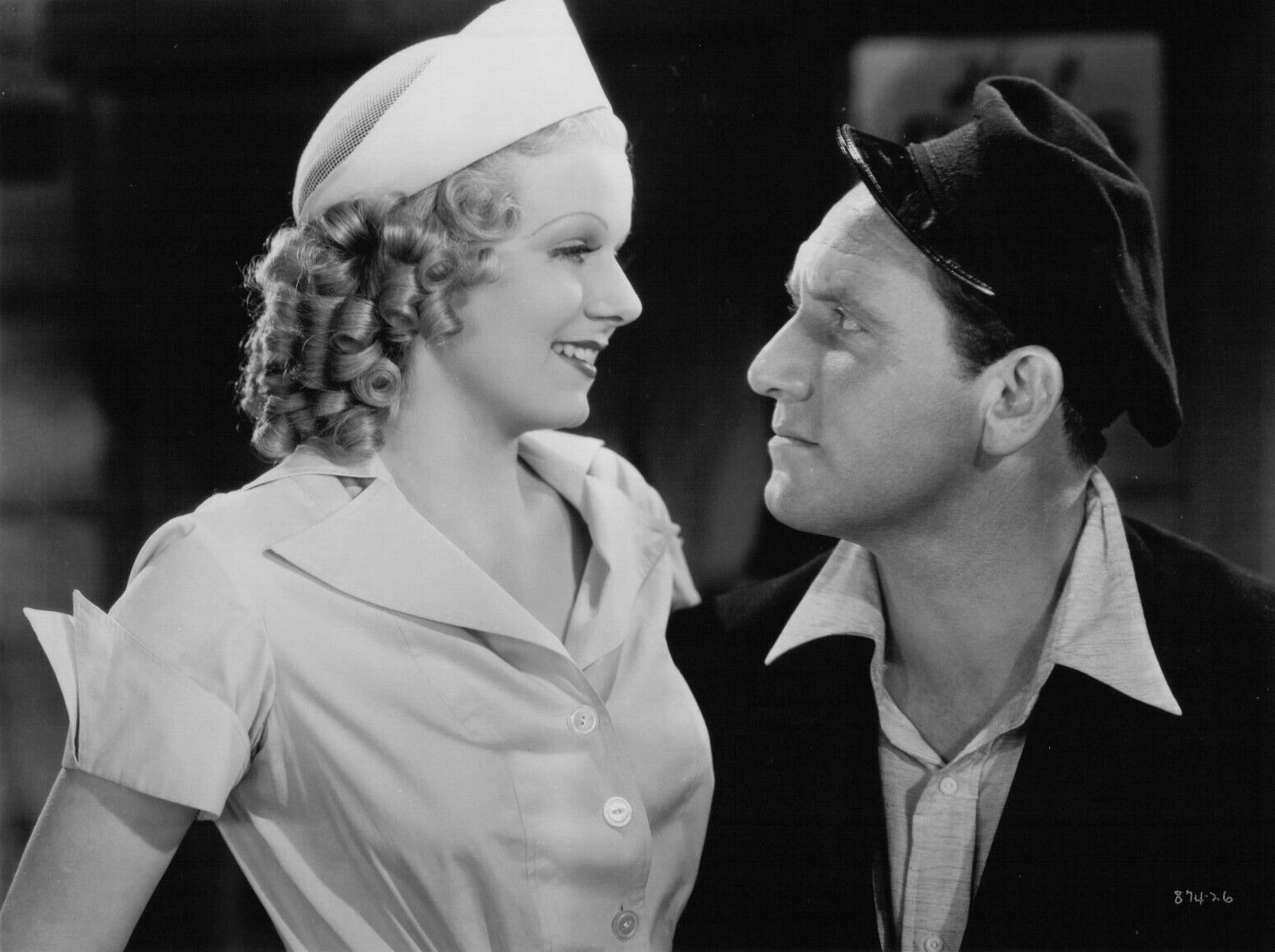
Jean Harlow i Spencer Tracy w scenie z filmu Motłoch (1936)

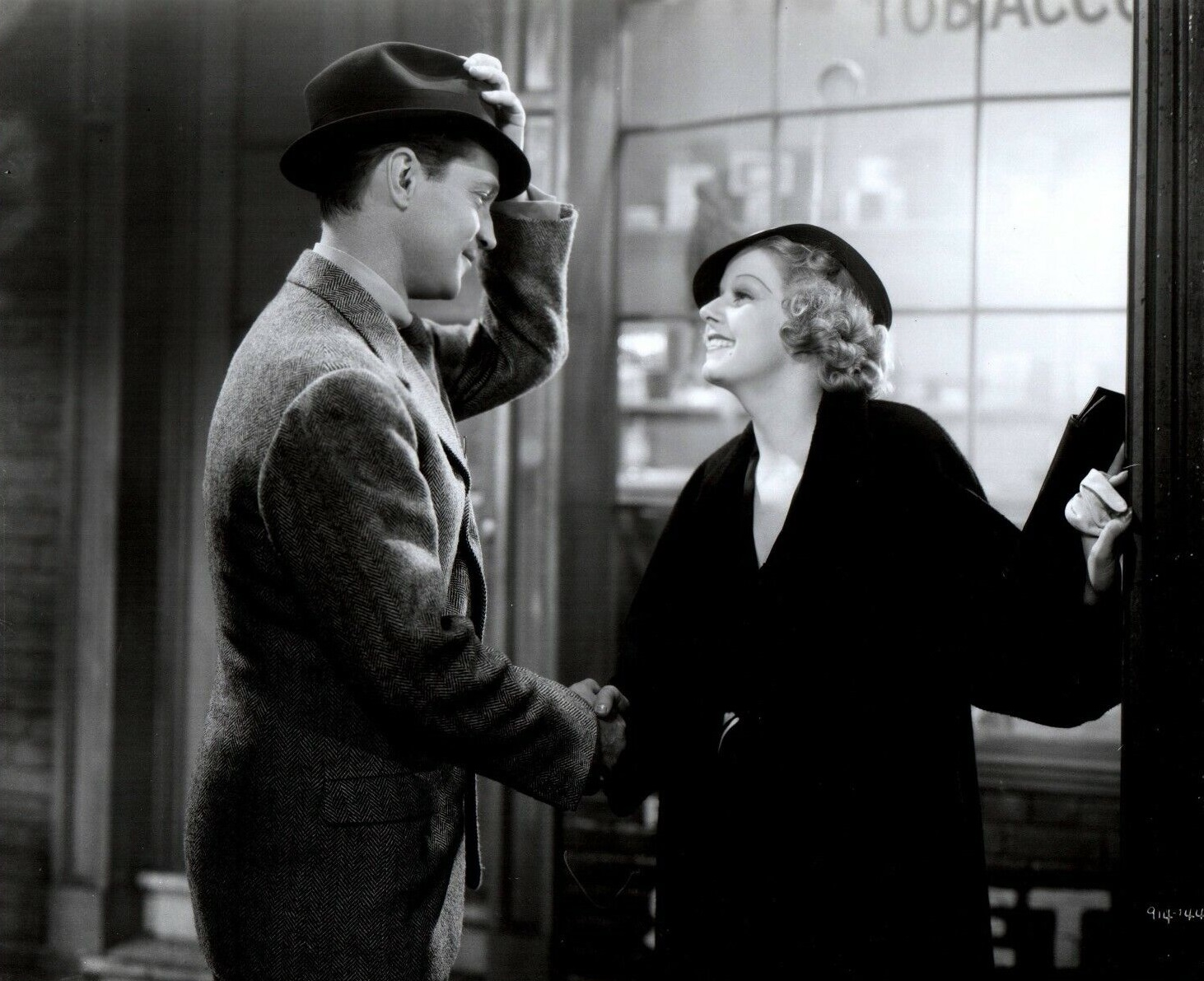
Cary Grant i Jean Harlow w filmie Suzy (1936)

| Rok  | Tytuł                        | Rola                                                    | Tytuł oryg. / uwagi                                      | Źr     |
| ---- | ---------------------------- | ------------------------------------------------------- | -------------------------------------------------------- | ------ |
| 1928 | Honor Bound                  |                                                         | niewym. w czołówce                                       | [ 23 ] |
| 1928 | Moran of the Marines         |                                                         | niewym. w czołówce, film zaginiony                       | [ 24 ] |
| 1928 | Chasing Husbands             |                                                         | film krótkometrażowy, niewym. w czołówce, film zaginiony | [ 26 ] |
| 1929 | Uciekinierzy                 |                                                         | Fugitives, niewym. w czołówce                            | [ 27 ] |
| 1929 | Liberty                      | kobieta w taksówce (lub w oknie)                        | tytuł alt.: Criminals at Large, film krótkometrażowy     | [ 28 ] |
| 1929 | Why Be Good?                 | blondynka na ławce na dachu na drugiej imprezie juniora | niewym. w czołówce                                       | [ 28 ] |
| 1929 | Why Is a Plumber?            |                                                         | film krótkometrażowy                                     | [ 29 ] |
| 1929 | Close Harmony                | tancerka rewirowa                                       | niewym. w czołówce                                       | [ 30 ] |
| 1929 | The Unkissed Man             |                                                         | film krótkometrażowy, niewym. w czołówce                 | [ 28 ] |
| 1929 | Double Whoopee               | elegancka blondynka                                     | filmy krótkometrażowe                                    | [ 30 ] |
| 1929 | Thundering Toupees           |                                                         | filmy krótkometrażowe                                    | [ 30 ] |
| 1929 | Bacon Grabbers               | pani Kennedy                                            | filmy krótkometrażowe                                    | [ 31 ] |
| 1929 | Szalone serca                | Hazel                                                   | The Saturday Night Kid, niewym. w czołówce               | [ 32 ] |
| 1929 | Parada miłości               | kobieta w loży podczas opery                            | The Love Parade                                          | [ 33 ] |
| 1929 | This Thing Called Love       |                                                         | niewym. w czołówce                                       | [ 34 ] |
| 1929 | Weak But Willing             |                                                         | niewym. w czołówce                                       | [ 35 ] |
| 1929 | Nowojorskie noce             | dziewczyna na przyjęciu                                 | New York Nights, niewym. w czołówce                      | [ 36 ] |
| 1930 | Aniołowie piekieł            | Helen                                                   | Hell’s Angels                                            | [ 37 ] |
| 1931 | Światła wielkiego miasta     | kobieta w restauracji                                   | City Lights, niewym. w czołówce                          | [ 39 ] |
| 1931 | Tajemnicza szóstka           | Anne Courtland                                          | The Secret Six                                           | [ 37 ] |
| 1931 | Wróg publiczny nr 1          | Gwen Allen                                              | The Public Enemy, tytuł alt.: Enemies of the Public      | [ 40 ] |
| 1931 | Iron Man                     | Rose Mason                                              |                                                          | [ 13 ] |
| 1931 | Goldie                       | Goldie                                                  |                                                          | [ 40 ] |
| 1931 | Platynowa blondynka          | Anne Schuyler                                           | Platinum Blonde                                          | [ 40 ] |
| 1931 | Beau Hunks                   | Jeanie-Weenie (na fotografii)                           | niewym. w czołówce                                       | [ 41 ] |
| 1932 | Three Wise Girls             | Cassie Barnes                                           |                                                          | [ 42 ] |
| 1932 | The Beast of the City        | Daisy Stevens (aka Mildred Beaumont)                    |                                                          | [ 43 ] |
| 1932 | Człowiek z blizną            | blondynka w klubie Paradise                             | Scarface, niewym. w czołówce                             | [ 43 ] |
| 1932 | Żona z drugiej ręki          | Lillian „Lil” / „Red” Andrews Legendre                  | Red-Headed Woman                                         | [ 43 ] |
| 1932 | Kaprys platynowej blondynki  | Vantine Jefferson                                       | Red Dust                                                 | [ 44 ] |
| 1932 | Screen Snapshots             | ona sama                                                | film dokumentalny, krótkometrażowy                       | [ 45 ] |
| 1933 | W twoich ramionach           | Ruby Adams                                              | Hold Your Man                                            | [ 44 ] |
| 1933 | Kolacja o ósmej              | Kitty Packard, żona Dana                                | Dinner at Eight                                          | [ 44 ] |
| 1933 | Wybuchowa blondynka          | Lola Burns                                              | Bombshell                                                | [ 44 ] |
| 1933 | Hollywood on Parade No. A-12 | ona sama                                                | filmy krótkometrażowe                                    | [ 46 ] |
| 1933 | Hollywood on Parade No. B-1  | ona sama                                                | filmy krótkometrażowe                                    | [ 47 ] |
| 1934 | Dziewczyna z Missouri        | Edith „Eadie” Chapman                                   | The Girl from Missouri                                   | [ 48 ] |
| 1934 | Hollywood on Parade No. B-6  | ona sama                                                | krótkometrażowy                                          | [ 46 ] |
| 1935 | Dla ciebie tańczę            | Mona Leslie                                             | Reckless, tytuły alt.: Born Reckless, Hard to Handle     | [ 49 ] |
| 1935 | Chińskie morza               | Dolly „China Doll” Portland                             | China Seas                                               | [ 48 ] |
| 1936 | Motłoch                      | Harriet „Hattie” / „Hat” Tuttle                         | Riffraff                                                 | [ 50 ] |
| 1936 | Żona czy sekretarka          | Helen „Whitey” Wilson                                   | Wife vs. Secretary                                       | [ 51 ] |
| 1936 | Suzy                         | Suzanne „Suzy” Trent                                    |                                                          | [ 51 ] |
| 1936 | Romantyczna pułapka          | Gladys Benton                                           | Libeled Lady                                             | [ 51 ] |
| 1937 | Panowie do towarzystwa       | Crystal Wetherby                                        | Personal Property                                        | [ 51 ] |
| 1937 | Saratoga                     | Carol Clayton                                           |                                                          | [ 54 ] |

## Radio

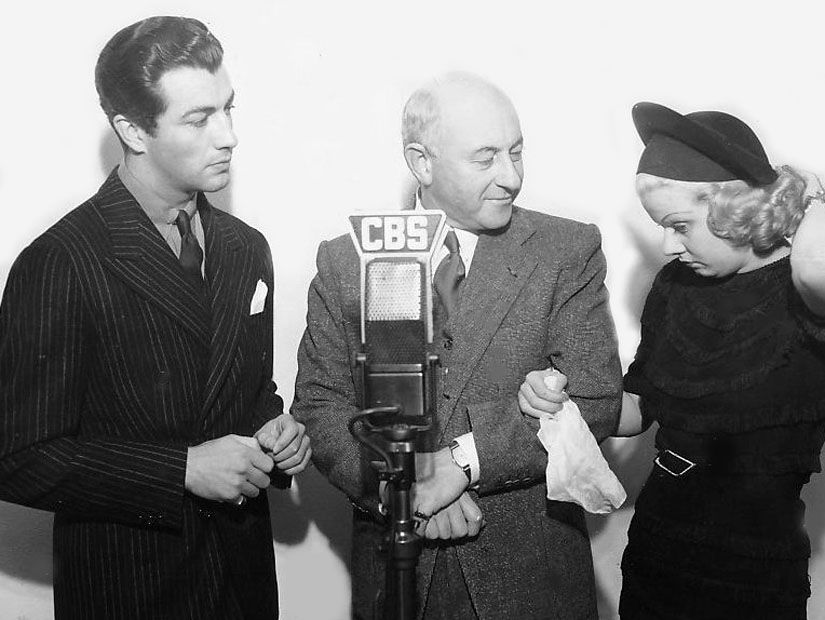
Robert Taylor, Cecil B. DeMille i Harlow w audycji Lux Radio Theatre, podczas radiowej adaptacji sztuki Madame Sans-Gêne, 14 grudnia 1936

20 listopada 1930 udzieliła wywiadu rozgłośni WDAF-FM z Kansas City w stanie Missouri. 29 kwietnia 1932, podczas premiery filmu Ludzie w hotelu (reż. Edmund Goulding) w Grauman’s Chinese Theatre w Hollywood w stanie Kalifornia, pozdrowiła słuchaczy NBC. 9 lutego 1934, również we wspomnianym Grauman’s Chinese Theatre, wzięła udział w premierze filmu Królowa Krystyna (reż. Rouben Mamoulian), przesyłając pozdrowienia słuchaczom CBS Radio. 19 października Louella Parsons przeprowadziła z nią wywiad z dla rozgłośni CBS. 28 sierpnia 1936 była gościem w audycji Elza Schallert Reviews. 30 stycznia 1937 wzięła udział w uroczystościach z okazji urodzin prezydenta Franklina Delano Roosevelta, transmitowanych przez rozgłośnie CBS i NBC z hotelu Marriott Wardman Park w Waszyngtonie.
| Rok       | Program                      | Odcinek          | Rola                        | Data emisji      | Źr            |
| --------- | ---------------------------- | ---------------- | --------------------------- | ---------------- | ------------- |
| 1931      | Lucky Strike Dance Orchestra | występ gościnny  | ona sama                    | 1 grudnia 1931   | [ 56 ]        |
| 1931      | Lucky Strike Dance Orchestra | występ gościnny  | ona sama                    | 17 grudnia 1931  | [ 56 ]        |
| 1933      | California Melodies          | występ gościnny  | ona sama                    | 11 lipca 1933    | [ 56 ]        |
| 1933–1934 | Hollywood on the Air         | występ gościnny  | ona sama                    |                  | [ 56 ]        |
| 1935      | Hollywood Hotel              | Chińskie morza   | Dolly „China Doll” Portland | 9 sierpnia 1935  | [ 56 ]        |
| 1936      | Elza Schallert Reviews       | występ gościnny  | ona sama                    | 28 sierpnia 1936 | [ 56 ]        |
| 1936      | Lux Radio Theatre            | Madame Sans-Gêne | Madame Sans-Gene            | 14 grudnia 1936  | [ 56 ] [ 58 ] |